# Glossodoris kophos
Glossodoris kophos is een slakkensoort uit de familie van de Chromodorididae. De wetenschappelijke naam van de soort is voor het eerst geldig gepubliceerd in 2001 door Yonow.